# Фріц Кнехляйн
Фріц Кнехляйн (нім. Fritz Knöchlein; 27 травня 1911, Мюнхен — 21 грудня 1949, Гамельн) — німецький офіцер, оберштурмбаннфюрер СС. Кавалер Лицарського хреста Залізного хреста.

## Біографія
Член НСДАП (квиток № 157 016). У 1934 році був зарахований в СС (№ 87 881). Згодом закінчив юнкерське училище СС в Брауншвейгу. У 1939 році очолив роту штандарта СС «Верхня Баварія», а після польської кампанії — 3-ю роту 2-го моторизованого полку СС дивізії «Мертва голова». Брав участь в Західній кампанії, де його підрозділ, що складався з погано підготовлених резервістів, зазнав великих втрат в битві за Дюнкерк. 27 травня 1940 року Кнехляйн наказав розстріляти близько 100 полонених британців.
Спочатку для Кнехляйна цей інцидент залишився без наслідків. У 1941 році командував батареєю 3-го зенітного дивізіону. При переформуванні 36-го панцергренадерского полку СС 16-ї панцергренадерської дивізії СС «Рейхсфюрер СС» йому було доручено командування 3-м батальйоном, який він очолював під час Анціо-Неттунської операції.
У квітні 1944 року став командиром 23-го панцергренадерського полку СС «Норвегія» 11-ї панцергренадерської дивізії СС «Нордланд». 10 лютого 1945 року Кнехляйну доручили командування 49-м добровільним панцергренадерським полком СС 23-ї добровольчої панцергренадерської дивізії СС «Недерланд», яким він керував до кінця війни.
Після закінчення війни двоє вцілілих полонених, Вільям О'Каллахан і Альберт Пулі, підтвердили факт масового вбивства в Ле-Парадіз, після чого секція з розслідування військових злочинів розпочала розслідування. Кнехляйн був знайдений в Гамбурзі, допитаний у слідчому центрі в Лондоні і постав перед судом. В ході судового розгляду Кнехляйн намагався обґрунтувати свої дії тим, що британці використовували експансивні кулі в порушення міжнародного права. Суду не могли бути надані ці докази, при цьому сумнівно, що розстріл полонених були законними. 25 жовтня 1948 був засуджений до смертної кари через повішення. Повішений у в'язниці Гамельна.

## Нагороди
- Німецька імперська відзнака за фізичну підготовку в бронзі
- Відзнака Німецької асоціації порятунку життя в сріблі
- Спортивний знак СА в сріблі
- Почесна шпага рейхсфюрера СС
- Йольський свічник
- Залізний хрест
  - 2-го класу (31 травня 1940)
  - 1-го класу (15 червня 1940)
- Нагрудний знак «За участь у загальних штурмових атаках»
- Нагрудний знак «За поранення» в чорному (2 червня 1942)
- Штурмовий піхотний знак в бронзі (15 червня 1942)
- Медаль «За зимову кампанію на Сході 1941/42» (19 липня 1942)
- Дем'янський щит
- Німецький хрест в золоті (15 листопада 1942)
- Лицарський хрест Залізного хреста (16 листопада 1944)